# ブレナン・ベイリー
ブレナン・ベイリー（Brennan Bailey, 1997年1月23日 - ）は、アメリカ合衆国出身の俳優である。

## 出演作品

### テレビ
- THE MENTALIST　メンタリストの捜査ファイル

### 映画
- ゼウスのハロウィン ばけ屋敷で大騒動
- ゼウス プードル救出大作戦!（ベン）
- アミューズメント
- 私の中のあなた
- ブラッディ・ローラ 殺戮の催眠美少女